# Okres Polgárdi
Okres Polgárdi (maďarsky Polgárdi járás) je bývalý okres v župě Fejér v Maďarsku. Sídlem okresního úřadu bylo město Polgárdi.
Rozloha okresu činila 294,94 km² a žilo zde 19 903 obyvatel (podle údajů z roku 2012). Místní obyvatelé se zabývají hlavně zemědělstvím (ovoce, zelenina, pšenice, kukuřice) a chovem dobytka.
Okres byl tvořen celkem devíti obcemi (počet obyvatel v lednu 2012)
Dne 31. 12. 2014 byl tento okres zrušen a jeho obce rozděleny mezi okresy Enying a Székesfehérvár.
| Jméno           | Druh obce  | Počet obyvatel |
| --------------- | ---------- | -------------- |
| Polgárdi        | okr. město | 6 964          |
| Lepsény         | městys     | 3 029          |
| Füle            | obec       | 834            |
| Jenő            | obec       | 1 329          |
| Kisláng         | obec       | 2 346          |
| Kőszárhegy      | obec       | 1 620          |
| Mátyásdomb      | obec       | 723            |
| Mezőszentgyörgy | obec       | 1 309          |
| Nádasdladány    | obec       | 1 749          |